# Synodontis membranaceus
Synodontis membranaceus (Syn.: Hemisynodontis membranaceus) ist eine Fiederbartwelsart die im Stromgebiet des Nil, von Senegal, Gambia, Niger und Benue, sowie im Einzugsgebiet des Tschadsees vorkommt.

## Merkmale
Synodontis membranaceus wird 50 cm lang und erreicht ein Maximalgewicht von 1,5 kg. Sein kurzer, gedrungener Körper unterscheidet ihn von den meisten anderen Fiederbartwelsen. Die kurze Rückenflosse läuft spitz zu. Direkt dahinter liegt die ungewöhnlich große Fettflosse, die bis zum Schwanzstiel reicht. Der Schulterfortsatz ist kurz, dreieckig und spitz. Charakteristisch für die Art sind die mit Membranen versehenen Oberkieferbarteln. Nur die Unterkieferbarteln sind gefiedert.
- Flossenformel: Dorsale 1/7, Anale 0/5-6/7-9/1, Pectorale 1/8-9.

Der Rücken ist einfarbig braungrau gefärbt, die Körperseiten blaugrau, der Bauch schwärzlich. Die Flossen sind grau, die Barteln hellbraun mit schwärzlichen Membranen. Während Jungfische eine Fleckung auf den Körperseiten und den unpaaren Flossen besitzen, sind adulte Tiere ungefleckt.

## Lebensweise
Synodontis membranaceus ist nachtaktiv und lebt im tieferen Wasser in der Nähe des Gewässergrunds. Er ernährt sich u. a. von Krebs- und Weichtieren, Zuckmückenlarven, anderen Insekten, Plankton und Detritus.

## Systematik
Die Art wurde 1809 durch den französischen Zoologen Étienne Geoffroy Saint-Hilaire als Pimelodus membranaceus beschrieben, 1863 durch den niederländischen Ichthyologen Pieter Bleeker der monotypischen Gattung Hemisynodontis zugeordnet und 2008 aufgrund phylogenetischer Studien der Gattung Synodontis. Synodontis membranaceus ist eng mit dem sehr ähnlichen Synodontis batensoda verwandt.